# Época Baixa
A Época Baixa do Antigo Egito refere-se ao último florescimento dos governantes nativos egípcios após o Terceiro Período Intermediário, da 26ª dinastia saíta às conquistas Aquemênidas Persas, e terminou com a conquista de Alexandre, o Grande e o estabelecimento do Reino Ptolemaico. Correu de 664 a.C. até 332 a.C.. Com a conquista Grega Macedónica na segunda metade do século IV a.C., a era do Egito Helenístico começou.
Os Líbios e os Persas alternaram o governo com os egípcios nativos, mas as convenções tradicionais continuaram nas artes.

## História

### 26ª Dinastia
A Vigésima Sexta Dinastia Egípcia, também conhecida como dinastia saíta após Saís, reinou de 672 a 525 a.C. e consistia em seis faraós. A construção do canal do Nilo ao Mar Vermelho começou.
Uma importante contribuição da Época Baixa do antigo Egito foi o Papiro do Brooklyn. Este era um papiro médico com uma coleção de remédios médicos e mágicos para vítimas de mordidas de cobras baseados no tipo de cobra ou sintomas.
Obras de Arte durante este tempo foram representativas de cultos de animais e múmias de animais. Esta imagem mostra o deus Pataicos usando um escaravelho na cabeça, apoiando dois pássaros com cabeça humana em seus ombros, segurando uma cobra em cada mão e de pé sobre os crocodilos. 
De acordo com Jeremias, durante esse tempo, muitos Judeus foram para o Egito, fugindo após a destruição do Primeiro Templo em Jerusalém pelos Babilônios (586 a.C.). Jeremias e outros refugiados Judeus chegaram ao Baixo Egito, especialmente a Migdol, Tafnes e Mênfis. Alguns refugiados também se estabeleceram em Elefantina e outros assentamentos no Alto Egito. Jeremias menciona o faraó Apriés como Hophra, cujo reinado chegou a um fim violento em 570 a.C.. Os historiadores contestaram a exatidão desses eventos.

### 27ª Dinastia
O Primeiro Período Aquemênida (525–404 a.C.) viu o Egito conquistado por um expansivo Império Aquemênida sob Cambises. Um total de oito faraós desta dinastia governaram o Egito.
O período inicial da ocupação Persa Aquemênida quando o Egito (Persa Antigo:𐎸𐎭𐎼𐎠𐎹 Mudrāya) se tornou uma província, conhecida hoje como a Vigésima sétima Dinastia do Egito.

### 28ª-30ª Dinastias
A Vigésima Oitava Dinastia consistia em um único rei, Amirteu, o príncipe de Saís, que se rebelou contra os Persas. Ele não deixou monumentos com o seu nome. Essa dinastia reinou por seis anos, de 404 a 398 a.C..
A Vigésima Nona Dinastia governou a partir de Mendes, pelo período de 398-380 a.C..
A Trigésima Dinastia tomou o seu estilo de arte da Vigésima Sexta Dinastia. Uma série de três faraós governaram de 380 a.C. até á sua derrota final em 343 a.C. que levou à reocupação pelos Persas. O governante final dessa dinastia, e o governante nativo final do Egito até cerca de 2300 anos depois, era Nectanebo II.

### 31ª Dinastia
Houve um Segundo Período Aqueménida da Trigésima Primeira Dinastia (343-332 a.C.) e consistiu em quatro faraós: Artaxerxes III (343–338 a.C.), Artaxerxes IV (338–336 a.C.), Khababash (338–335 a.C.). e Dario III (336-332 a.C.).